# Juan Quirós de los Ríos
Juan Quirós de los Ríos (Antequera (Andalusia), 25 de juliol del 1840 - Antequera, 14 de setembre del 1894) va ser un llatinista, historiador, periodista i polític espanyol.

## Biografia
Estudià i es doctorà en Filosofia i Lletres la Universitat de Granada. El 1869 era director del col·legi de segon ensenyament "San Virgilio" d'Antequera quan proposà, i obtingué, que es creés l'Instituto Libre de Baeza, que dirigí breument i on ensenyava el 1870 com a catedràtic de Retòrica i Poètica, i de Psicologia, lògica i filosofia moral. A Granada hi va dirigir el diari republicà La Idea l'any 1873 (anteriorment, el 1862, ja havia col·laborat amb el granadí setmanari La Caridad), i a l'octubre d'aquell mateix any va ser nomenat governador de les Illes Canàries, càrrec que tingué fins al febrer següent, pel canvi de règim polític que hi hagué el gener del 1874. Posteriorment va ser catedràtic de llatí als instituts de Màlaga i Granada. D'ideologia d'esquerres i maçó  reconegut, ensenyà i formà part de la Junta Facultativa de la Institución Libre de Enseñanza de Madrid entre 1876 i 1877. Durant l'època en què dirigi el "Colegio Sexitano" de Motril (1882-1885) s'hi començà la publicació del Boletín de la institució; fou director del col·legi de San Fernando de Marchena (1887-1888) i catedràtic a la Facultat de Dret de la Universitat Literària de València (1888-1894).
La major part de la seva obra es conserva manuscrita, com uns  Apuntamientos para un Catálogo biográfico y bibliográfico de escritores antequeranos. (redactat a Marchena el 1888), els  Apuntes de las historias manuscritas de la ciudad de Antequera, (Antequera, 1888)., la Historia compendiada de Antequera (còpia de 1886 d'un text de finals del segle xviii, d'autor anònim), les notes que va fer el 1881 en transcriure la Historia de la ciudad de Antequera de Francisco de Tejada y Nava, i les que va fer el 1886 en la còpia que amb el seu germà Manuel Quirós de los Ríos va fer dels  Discursos históricos de Antequera. d'Agustín Tejada y Paéz (inèdit en aquell moment, era un original escrit el 1587, revisat per a la impremta el 1608).
Com a escriptor publicà alguns llibres i fou autor d'articles de premsa i altres col·laboracions, de vegades signats amb el pseudònim El Bachiller Singilia. La seva contribució més important és l'edició de les Flores de poetas ilustres  de Pedro Espinosa, i d'un segon volum, compilat per Agustín Calderón el 1611 i que romania inèdit. En morir Quirós, deixà el manuscrit anotat molt avançat i el seu amic Francisco Rodríguez Marín portà a la impremta l'obra (alguns plecs ja s'havien imprès en vida de Quirós).
En homenatge i recordança, la seva població natal, Antequera, li dedicà un carrer.

## Obres
- El Bachiller Singilia. «Alioli». A: Segunda ristra de ajos (compuesta de XIV cabezas) trenzada y publicada por el Doctor Thebussem.  Madrid: Juan de Acosta, 1886.
- Curso completo de latinidad, escrito con arreglo á la última reforma de la segunda enseñanza para que pueda servir de texto en las clases de Retótica y Poética y Perfección del latín en los institutos y seminarios conciliares del reino.  Málaga: Impr. de Gil de Montes, 1868. Comprèn l'Art poètica d'Horaci en el text original llatí.
- Discurso apologético de la instrucción y de la Segunda Enseñanza en sus íntimas relaciones con el verdadero progreso y perfeccionamiento de la humanidad.  Baeza: Imprenta y Librería de la Comisión General del Libro, 1869.
- León XIII. Dos poesías latinas de su santidad Leon XIII, traducidas en verso al castellano y anotadas por Juan Quirós de los Ríos.  Madrid: Librería de Fernando Fé - Librería de Mariano Murillo, 1888.
- Elegía latina a la muerte del Excmo. é Ilmo. Sr. D. Eugenio de Ochoa.  Granada: Imp. de D. Paulino V. Sabatel, 1872. Exemplar digitalitzat.
- Espinosa, Pedro (compilador de la primera part); Calderón, Juan Antonio [sic, per Agustín] (compilador de la segona part); Quirós de los Ríos, Juan; Rodríguez Marín, Francisco (editors). Flores de poetas ilustres de España.  Sevilla: Imp. de E.Rasco, 1896. Comprèn la reproducció facsímil de l'edició de Pedro Espinosa publicada a Valladolid per Luis Sánchez el 1605. «Segon volum, digitalitzat».
- Quirós de los Ríos, Juan; Aguilar y Cano, Antonio. Los ingenios de las Flores de poetas ilustres de España. El Marqués del Aula.  Sevilla: Imp. de E.Rasco, 1897.
- Bonghi, Ruggiero (autor); Giner, H. (traducció del text); Quirós de los Ríos, J. (traducció de les poesies llatines del Papa). Leon XIII y la Italia, con las tres pastorales del Cardenal Pecci y su primera alocucion.  Madrid: Medina, 1878.
- J.Q. de los R. «Plauto y su teatro». A: La Aulularia y Los Cautivos. Comedias.  Madrid: Biblioteca Universal. Colección de los mejores autores antiguos y modernos, nacionales y extranjeros, 1887.
- «La niña y el ave». Luz, 15-11-1879.